# Maria Levin
Maria Levin (née le 7 juin 1984 à Tbilissi) est une chanteuse allemande.

## Biographie
Sa mère est pianiste, son père est contrebassiste. À cinq ans, elle commence à apprendre le piano. Quand elle a sept ans, la famille déménage à Moscou, d'où vient le père, pour une meilleure éducation musicale. À 14 ans, elle arrête le piano et apprend le chant. Elle apparaît d'abord dans un groupe du lycée. Elle commence à écrire ses premières chansons. Après avoir quitté l'école, elle va deux ans à l'Institut d'art moderne de Moscou.
En 2004, Maria Levin s'installe en Allemagne. Elle fait des études de communication et de médias et des études religieuses à l'université de Münster.
En 2009, elle s'inscrit au "Popkurs" à la Hochschule für Musik und Theater Hamburg. L'année suivante, elle est découverte par le producteur Ivo Moring. Ils écrivent ensemble quatre démos qui permettent un contrat d'enregistrement avec Sony Music/Ariola. En 2012, elle sort son premier album dont elle a écrit quelques chansons. Elle fait des apparitions à la télévision dans les émissions de Carmen Nebel ou de Florian Silbereisen. En 2013, elle fait une tournée avec lui puis une autre l'année suivante avec Stefan Mross.
Le 26 septembre 2014, elle publie son deuxième album dont elle a écrit toutes les chansons. Le premier single, Ein neuer Himmel, atteint la neuvième place des ventes. Pour Noël, elle chante pour la Hessischer Rundfunk avec le ténor Volker Bengl. Au printemps 2015, elle fait une tournée d'une soixantaine de dates.

## Discographie
Albums
- 2012 : Schwarz auf Weiß, Sony Music Entertainment
- 2014 : Maria Levin, Sony Music Entertainment

Singles
- 2012 : Russische Nächte
- 2012 : Wenn du mich liebst
- 2013 : Schwarz auf Weiß
- 2014 : Ein neuer Himmel
- 2015 : Ich küss dich mit den Augen
- 2015 : Liebe ist ein Tanz